# 红波罗花
红波罗花（学名：Incarvillea delavayi）为紫葳科角蒿属的植物，是中国的特有植物。分布在中国大陆的四川、云南等地，生长于海拔2,400米至3,900米的地区，多生长在高山草坡，目前尚未由人工引种栽培。

## 别名
鸡肉参、土地黄、波罗花、红花角蒿（丽江）